# Caluromys philander
Caluromys philander (Калюроміс голохвостий або Філандер) — вид ссавців з родини Опосумові (Didelphidae).

## Поширення
Країни поширення: Болівія, Бразилія, Французька Гвіана, Гаяна, Суринам, Тринідад і Тобаго, Венесуела. Живе на висотах від рівня моря до 1800 м. населяє дощовий ліс, субтропічний ліс і граничний ліс, а також напів-природні території, такі як плантації, вторинну рослинність і занедбані людиною райони. Хоча, здається, віддає перевагу густій, закритій рослинності, але вид адаптується і був спійманий в садах.

## Морфологія
Це середнього розміру представник родини. Вага коливається від 140 гр до 390 гр, самиці менші ніж самці. Довжина тіла, з голови до основи хвоста, становить від 160 мм до 279 мм і завжди менше довжини хвоста. Хвіст становить від 250 мм до 405 мм у довжину. Зовнішня довжина вуха від 30 мм до 40 мм і довжина задньої ступні від 33 мм до 40 мм. Зубна формула:  I 5/4, C 1/1, P 3/3, M 4/4. Вид має помітний заочноямковий відросток. Хутро, як правило, м'яке і товсте. Спина червонувато-коричнева з сірим посніженням на боках. Черево від жовтувато-оранжевого до сірого кольору. Голова сіра з трьома темно-коричневими смугами; одна біжить від маківки до носа, а дві інші простягаються від темно-коричневих кілець навколо очей очей до носа. Хвіст вкритий хутром перші від десятої до четвертої частини довжини з різкою демаркацією між хутром і голою частиною. Гола частина хвоста від кремового до темно-сірого або темно-коричневого кольору, і, як правило, строката з коричневими або білими плямами. Хвіст чіпкий і допомагає зі сходженням, балансуванням і схопленням. Блиск очей жовтий.

## Стиль життя
Нічний і самотній, дуже деревний, в значній мірі пов'язаний з вологими місцями проживання. Часто знаходить притулок в дуплах дерев, де будує гніздо з опалого листя. Хоча його раціон в основному фрукти, він також включає камідь, нектар, дрібних хребетних і безхребетних. Це не надто територіальний вид. Це як правило, тихі тварини; вони рухаються так само тихо, як можна, крізь гілки дерев. Велика частина їх спілкування відбувається під час внутрішньовидових зіткнень. У цих випадках вони шиплять в манері, подібній іншим опосумовим, якщо це не зустріч між залицяючим самцем і сприйнятливою самицею. Вони також, як відомо, роблять клацаючі звуки, які вважається зміцнюють зв'язок між матір'ю і молоддю. Враховуючи особливості харчування, цілком імовірно, що у них є розвинене почуття нюху, щоб допомогти їм знайти стиглі фрукти та квіти. Очі і вуха також великі й, імовірно допомагають орієнтуватися в нічному лісі й захоплювати комах. Відомі хижаки: Leopardus wiedii, Morphnus guianensis, Strigiformes. Тривалість життя в дикій природі 3—4 роки, в неволі 6.3 роки.
Розмір приплоду є 4-6, і передбачається, вагітність триває близько 14 днів. Діти залишаються в сумці матері протягом приблизно вісімдесяти днів, потім — у гнізді ще тридцять днів. Молодь розходиться з гнізда у приблизно 130-денному віці. Самиця готова до розмноження у віці приблизно один рік. Самиці можуть давати три приплоди на рік, але якщо є сезонний дефіцит продовольства, ймовірно, буде не більше одного приплоду на рік.

## Загрози та охорона
Немає великих загроз для цього виду. Проте, втрата середовища існування може вплинути на вид на місцевому рівні. Цей вид зустрічається в багатьох охоронних територіях.